# Клейн, Пеэтер
Пеэтер Клейн (эст. Peeter Klein; 28 января 1997, Таллин) — эстонский футболист, нападающий.

## Биография
Воспитанник таллинских футбольных школ «Атлетик», «Опери ЯК» и «Нымме Юнайтед». Победитель Элитной лиги среди 17-летних в составе «Нымме Юнайтед». Взрослую карьеру начал в 2013 году в старшей команде «Нымме Юнайтед», игравшей в четвёртом дивизионе Эстонии.
В 2014 году перешёл в «Нымме Калью», где первоначально играл за резервный состав в первой лиге. В основной команде дебютировал 1 октября 2014 года в матче ранней стадии Кубка Эстонии против «Курессааре». В высшем дивизионе сыграл первый матч год спустя — 17 октября 2015 года против «Калева» Силламяэ, заменив на 86-й минуте Тармо Неэмело. Первый гол в элите забил 19 июня 2016 года, также в ворота клуба из Силламяэ. Всего за семь неполных сезонов провёл 44 матча в чемпионате за «Нымме Калью» и забил 10 голов. Наиболее результативным для него был сезон 2017 года (17 матчей и 6 голов), в остальных сезонах игрок гораздо реже выходил на поле. Вместе с «Нымме Калью» становился чемпионом Эстонии 2018 года (сыграл 6 матчей в том сезоне), бронзовым призёром в 2015, 2016, 2017, 2019 годах, обладателем (2014/15) и финалистом (2018/19) Кубка Эстонии. Сыграл 8 матчей в еврокубках. В составе резервной команды «Нымме Калью» в 2014 году стал седьмым бомбардиром первой лиги (15 голов), в 2016 году — четвёртым бомбардиром (20 голов).
После ухода из «Нымме Калью» около года нигде не выступал. Летом 2021 года перешёл в «Курессааре» и сыграл за него 4 матча в высшей лиге, во всех выходил на замены. В 2022 году играл за клуб третьего дивизиона «Табасалу». Участник матча 1/8 финала Кубка Эстонии сезона 2022/23, в котором «Табасалу» сенсационно выбил из розыгрыша прежний клуб игрока — «Нымме Калью» (1:0).
Выступал за сборные Эстонии младших возрастов, провёл около 30 матчей.